# Farol Música
Farol Música é uma editora discográfica portuguesa com sede em Queluz de Baixo. Detida pelo Grupo Media Capital, um dos maiores grupos de média de Portugal.
Começou por ser o braço editorial da empresa Regiespectáculos tendo lançado nomes como Marta Dias ou Gaiteiros de Lisboa. Nessa fase era apenas uma pequena editora independente.
Após a sua aquisição pelo Grupo Media Capital, proprietário da TVI, em 2001, a empresa passou a ser uma das maiores editoras discográficas em Portugal lançando compilações e bandas sonoras dos programas da TVI, bem como discos de artistas ligados à série de televisiva Morangos com Açúcar, nomeadamente os D'ZRT e trabalhos a solo de Angélico Vieira. Tiveram sucesso de vendas também com os artistas André Sardet, Rita Guerra e Tony Carreira, e editaram compilações de tributo com grandes êxitos de Cândida Branca Flor e Tonicha.
A Farol Música foi, em 2006, líder no segmento da música portuguesa sendo ainda a segunda editora no total do mercado discográfico português. A Farol Música chegou também a representar em Portugal, durante alguns anos, o catálogo da multinacional Warner Music.
Em 2016, a Farol Música decidiu encerrar a sua actividade de edição discográfica em suporte físico (CD), mantendo apenas actividade em distribuição digital.